# Els Coppens-van de Rijt
Johanna Elisabeth "Els" Coppens-van de Rijt (Vlierden, 18 d'agost de 1943) és una pintora i escriptora neerlandesa.
Coppens-van de Rijt va néixer a Sint-Oedenrode, com una bessona en una família catòlica amb 11 fills. Va estudiar a l'Acadèmia de Disseny Eindhoven amb Kees Bol i Jan Gregoor i a l'Acadèmia d'Art de Maastricht. Aquí va conèixer al que seria el seu marit, l'escultor Joep Coppens.
Després de realitzats els seus estudis es va fer coneguda, en particular, com a pintora de retrats. No obstant això, va haver de deixar la pintura, a causa de patir la síndrome d'Ehlers-Danlos. Des de llavors, ha estat escrivint llibres, entre d'altres, de la seva creença cristiana.

## Obres escrites
- 1996 - The other reality
- 1997 - I stayed at the edge of the river
- 2002 - Frank letters of belief ISBN 90-806908-1-3
- 2008 - Martien Coppens, from village boy to city man